# Русский линейный корабль «Азов» и фрегат на рейде Эльсинора
Русский линейный корабль «Азов» и фрегат на рейде в Эльсинора (дат. Det russiske linieskib "Asow" og en fregat til ankers på Helsingørs red) — картина датского художника К. В. Эккерсберга, написанная маслом на холсте в 1828 году. 
Работа не является точным воспроизведением сцены, а представляет собой конструкцию, использующую более одного события в качестве основы для картины. Например, Эккерсберг перенес сцену из Копенгагена, где он осматривал корабли, в Эльсинор, что видно на картине, поскольку Кронборг виден на заднем плане.
Однако Эккерсберг очень скрупулезно подошел к подготовке картины. Он предварительно изучил эти типы кораблей, позаимствовав технические чертежи на военно-морской верфи. Этот процесс задокументирован в дневнике Эккерсберга.